# Lista okrętów Royal Canadian Navy

## Okręty w czynnej służbie
| Nazwa okrętu                        | Znak taktyczny                      | Wejście do służby                   | Stocznia                            | Flota                               | Zdjęcie                             |                                     |
| Fregaty rakietowe typu Halifax (12) | Fregaty rakietowe typu Halifax (12) | Fregaty rakietowe typu Halifax (12) | Fregaty rakietowe typu Halifax (12) | Fregaty rakietowe typu Halifax (12) | Fregaty rakietowe typu Halifax (12) | Fregaty rakietowe typu Halifax (12) |
| ----------------------------------- | ----------------------------------- | ----------------------------------- | ----------------------------------- | ----------------------------------- | ----------------------------------- | ----------------------------------- |
| HMCS „Halifax”                      | FFH 330                             | 29 czerwca 1992                     | Saint John                          | Atlantyk                            |                                     |                                     |
| HMCS „Vancouver”                    | FFH 331                             | 23 sierpnia 1993                    | Saint John                          | Pacyfik                             |                                     |                                     |
| HMCS „Ville de Québec”              | FFH 332                             | 14 lipca 1994                       | MIL Davie                           | Atlantyk                            |                                     |                                     |
| HMCS „Toronto”                      | FFH 333                             | 29 lipca 1993                       | Saint John                          | Atlantyk                            |                                     |                                     |
| HMCS „Regina”                       | FFH 334                             | 29 grudnia 1993                     | MIL Davie                           | Pacyfik                             |                                     |                                     |
| HMCS „Calgary”                      | FFH 335                             | 12 maja 1995                        | MIL Davie                           | Pacyfik                             |                                     |                                     |
| HMCS „Montréal”                     | FFH 336                             | 21 lipca 1994                       | Saint John                          | Atlantyk                            |                                     |                                     |
| HMCS „Fredericton”                  | FFH 337                             | 10 września 1994                    | Saint John                          | Atlantyk                            |                                     |                                     |
| HMCS „Winnipeg”                     | FFH 338                             | 23 czerwca 1995                     | Saint John                          | Pacyfik                             |                                     |                                     |
| HMCS „Charlottetown”                | FFH 339                             | 9 września 1995                     | Saint John                          | Atlantyk                            |                                     |                                     |
| HMCS „St. John's”                   | FFH 340                             | 16 June 1996                        | Saint John                          | Atlantyk                            |                                     |                                     |
| HMCS „Ottawa”                       | FFH 341                             | 28 września 1996                    | Saint John                          | Pacyfik                             |                                     |                                     |
| Okręty podwodne typu Victoria (4)   |                                     |                                     |                                     |                                     |                                     |                                     |
| HMCS „Victoria”                     | SSK 876                             | Grudzień 2000                       | Cammell Laird                       | Pacyfik                             |                                     |                                     |
| HMCS „Windsor”                      | SSK 877                             | Październik 2003                    | Cammell Laird                       | Atlantyk                            |                                     |                                     |
| HMCS „Corner Brook”                 | SSK 878                             | Marzec 2003                         | Cammell Laird                       | Atlantyk                            |                                     |                                     |
| HMCS „Chicoutimi”                   | SSK 879                             | Październik 2004                    | Vickers                             | Atlantyk                            |                                     |                                     |
| Okręty patrolowe typu Kingston (12) |                                     |                                     |                                     |                                     |                                     |                                     |
| HMCS „Kingston”                     | MM 700                              | 21 września 1996                    | Halifax                             | Atlantyk                            |                                     |                                     |
| HMCS „Glace Bay”                    | MM 701                              | 26 października 1996                | Halifax                             | Atlantyk                            |                                     |                                     |
| HMCS „Nanaimo”                      | MM 702                              | 10 maja 1997                        | Halifax                             | Pacyfik                             |                                     |                                     |
| HMCS „Edmonton”                     | MM 703                              | 21 czerwca 1997                     | Halifax                             | Pacyfik                             |                                     |                                     |
| HMCS „Shawinigan”                   | MM 704                              | 14 czerwca 1997                     | Halifax                             | Atlantyk                            |                                     |                                     |
| HMCS „Whitehorse”                   | MM 705                              | 17 kwietnia 1998                    | Halifax                             | Pacyfik                             |                                     |                                     |
| HMCS „Yellowknife”                  | MM 706                              | 18 kwietnia 1998                    | Halifax                             | Pacyfik                             |                                     |                                     |
| HMCS „Goose Bay”                    | MM 707                              | 26 lipca 1998                       | Halifax                             | Atlantyk                            |                                     |                                     |
| HMCS „Moncton”                      | MM 708                              | 12 lipca 1998                       | Halifax                             | Atlantyk                            |                                     |                                     |
| HMCS „Saskatoon”                    | MM 709                              | 5 grudnia 1998                      | Halifax                             | Pacyfik                             |                                     |                                     |
| HMCS „Brandon”                      | MM 710                              | 5 czerwca 1999                      | Halifax                             | Pacyfik                             |                                     |                                     |
| HMCS „Summerside”                   | MM 711                              | 18 lipca 1999                       | Halifax                             | Atlantyk                            |                                     |                                     |
| Pozostałe                           |                                     |                                     |                                     |                                     |                                     |                                     |
| HMCS „Oriole”                       | KC 480                              | 19 czerwca 1952                     | George Lawley & Son                 | Pacyfik                             |                                     |                                     |

Patrolowce szkolne typu Orca (8)
- CFAV „Orca” (PCT 55)
- CFAV „Raven” (PCT 56)
- CFAV „Caribou” (PCT 57)
- CFAV „Renard” (PCT 58)
- CFAV „Wolf” (PCT 59)
- CFAV „Grizzly” (PCT 60)
- CFAV „Cougar” (PCT 61)
- CFAV „Moose” (PCT 62)

Statki nasłuchujące
- „Sikanni” (YTP 611)
- „Stikine” (YTP 613)

 Statki-bazy nurków
- (YDT 11)
- „Granby” (YDT 12)
- „Sechelt” (YDT 610)
- „Sooke” (YDT 612)

Statki pożarnicze
- „Firebird” (YTR 561)
- „Firebrand” (YTR 562)

Holowniki
- „Glendyne” (YTB 640)
- „Glendale” (YTB 641)
- „Glenevis” (YTB 642)
- „Glenbrook” (YTB 643)
- „Glenside” (YTB 644)
- „Tillicum” (YTM 555)
- „Lawrenceville” (YTL 590)
- „Parksville” (YTL 591)
- „Listerville” (YTL 592)
- „Merrickville” (YTL 593)
- „Marysville” (YTL 594)

Statki pomocnicze/treningowe
- „Pelican” (YAG 4)
- „Gemini” (YAG 650)
- „Pegasus” (YAG 651)
- „Albatross” (YAG 660)
- „Blackduck” (YAG 661)

## Wycofane okręty

### Przyjęte w latach 1910–1930
Krążowniki
- typ Apollo
  - HMCS „Rainbow”
- typ Diadem
  - HMCS „Niobe”
- typ Arethusa
  - HMCS „Aurora”

Niszczyciele
- typ M
  - HMCS „Patriot”
  - HMCS „Patrician”
- typ S
  - HMCS „Champlain”
  - HMCS „Vancouver”

Okręty podwodne
- typ CC
  - HMCS CC-1
  - HMCS CC-2
- typ H
  - HMCS CH-14
  - HMCS CH-15

Okręty zmobilizowane ze służby cywilnej:
Uzbrojone trawlery
- typ Battle – 12 sztuk
  - HMCS „Arleux”
  - HMCS „Armentières”
  - HMCS „Arras”
  - HMCS „Festubert”
  - HMCS „Givenchy”
  - HMCS „Loos”
  - HMCS „Messines”
  - HMCS „St. Eloi”
  - HMCS „St. Julien”
  - HMCS „Thiepval”
  - HMCS „Vimy”
  - HMCS „Ypres”
- HMCS TR 1–60 – 45 sztuk
- HMCS CD-1-100 – 37 sztuk
- HMCS PV-I-VII – 7 sztuk

Trałowce
- HMCS „Constance”
- HMCS „Curlew”

Łodzie torpedowe
- HMCS „Tuna”

Slupy
- typ Phoenix
  - HMCS „Algerine”
  - HMCS „Shearwater”

Okręty hydrograficzne
- - HMCS „Acadia”
  - HMCS „Cartier”

Okręty patrolowe
- 13 sztuk

### Przyjęte w latach 1930–1950
Lotniskowce eskortowe
- typ Ruler
  - HMS „Nabob” (D77)
  - HMS „Puncher” (D79)

Lotniskowce lekkie
- typ Colossus
  - HMCS „Warrior” (R31)
- typ Majestic
  - HMCS „Magnificent” (CVL 21)

Krążowniki
- typ Ceylon
  - HMCS „Uganda” (C66)
- typ Minotaur
  - HMCS „Ontario” (C53)

Niszczyciele
- typ A
  - HMCS „Saguenay” (D79)
  - HMCS „Skeena” (D59)
- typ C – 5 sztuk
  - HMCS „Assiniboine” (I18)
  - HMCS „Fraser” (H48)
  - HMCS „Ottawa” (H60)
  - HMCS „Restigouche” (H00)
  - HMCS „St. Laurent” (H83)
- typ D
  - HMCS „Kootenay” (H75)(inne języki)
  - HMCS „Margaree” (H49)
- typ E
  - HMCS „Gatineau” (H61)(inne języki)
  - HMCS „Qu’Appelle” (H69)
- typ F
  - HMCS „Saskatchewan” (H70)
- typ G
  - HMCS „Ottawa” (H31)(inne języki)
- typ H
  - HMCS „Chaudière” (H99)
- typ Wickes
  - HMCS „Buxton” (H96)
  - HMS „Mansfield” (G76)
  - HMS „Montgomery” (G95)
  - HMCS „St. Croix” (I81)
  - HMCS „St. Francis” (I93)
- typ Clemson – 5 sztuk
  - HMCS „Annapolis” (I04)
  - HMCS „Columbia” (I49)
  - HMCS „Hamilton” (I24)
  - HMCS „Niagara” (I57)
  - HMCS „St. Clair” (I65)
- typ Tribal – 8 sztuk
  - HMCS „Athabaskan” (G07)
  - HMCS „Athabaskan” (R79)
  - HMCS „Cayuga” (R04)
  - HMCS „Haida” (G63)
  - HMCS „Huron” (G24)
  - HMCS „Iroquois” (G89)
  - HMCS „Micmac” (R10)
  - HMCS „Nootka” (R96)
- typ V
  - HMCS „Algonquin” (R17)
  - HMCS „Sioux” (R64)
- typ C
  - HMCS „Crescent” (R16)
  - HMCS „Crusader” (R20)

Fregaty
- typ River – 66 sztuk
  - HMCS „Annan” (K404)
  - HMCS „Antigonish” (K661)
  - HMCS „Beacon Hill” (K407)
  - HMCS „Buckingham” (K685)
  - HMCS „Cap de la Madeleine” (K663)
  - HMCS „Cape Breton” (K350)
  - HMCS „Capilano” (K409)
  - HMCS „Carlplace” (K664)
  - HMCS „Charlottetown” (K244)
  - HMCS „Chebogue” (K317)
  - HMCS „Coaticook” (K410)
  - HMCS „Dunver” (K03)
  - HMCS „Eastview” (K665)
  - HMCS „Ettrick” (K254)
  - HMCS „Fort Erie” (K670)
  - HMCS „Glace Bay” (K414)
  - HMCS „Grou” (K518)
  - HMCS „Hallowell” (K666)
  - HMCS „Inch Arran” (K667)
  - HMCS „Joliette” (K418)
  - HMCS „Jonquière” (K318)
  - HMCS „Kirkland Lake” (K337)
  - HMCS „Kokanee” (K419)
  - HMCS „La Hulloise” (K668)
  - HMCS „Lanark” (K669)
  - HMCS „LaSalle” (K519)
  - HMCS „Lauzon” (K371)
  - HMCS „Lévis” (K400)
  - HMCS „Longueuil” (K672)
  - HMCS „Magog” (K673)
  - HMCS „Matane” (K444)
  - HMCS „Meon” (K269)
  - HMCS „Monnow” (K441)
  - HMCS „Montreal” (K319)
  - HMCS „Nene” (K270)(inne języki)
  - HMCS „New Glasgow” (K320)
  - HMCS „New Waterford” (K321)
  - HMCS „Orkney” (K448)
  - HMCS „Outremont” (K332)(inne języki)
  - HMCS „Penetang” (K676)
  - HMCS „Port Colborne” (K326)
  - HMCS „Poundmaker” (K675)
  - HMCS „Prestonian” (K662)
  - HMCS „Prince Rupert” (K324)
  - HMCS „Ribble” (K525)
  - HMCS „Royalmount” (K677)
  - HMCS „Runnymede” (K678)
  - HMCS „Sea Cliff” (K344)
  - HMCS „Springhill” (K323)
  - HMCS „St Catharines” (K325)
  - HMCS „Saint John” (K456)
  - HMCS „St. Pierre” (K680)
  - HMCS „St. Stephen” (K454)
  - HMCS „Ste. Thérèse” (K366)
  - HMCS „Stettler” (K681)
  - HMCS „Stone Town” (K531)
  - HMCS „Stormont” (K327)
  - HMCS „Strathadam” (K682)
  - HMCS „Sussexvale” (K683)
  - HMCS „Swansea” (K328)(inne języki)
  - HMCS „Teme” (K458)
  - HMCS „Thetford Mines” (K459)
  - HMCS „Toronto” (K538)
  - HMCS „Valleyfield” (K329)
  - HMCS „Victoriaville” (K684)
  - HMCS „Waskesiu” (K330)
  - HMCS „Wentworth” (K331)
- typ Loch(inne języki)
  - HMCS „Loch Achanalt” (K424)
  - HMCS „Loch Alvie” (K428)
  - HMCS „Loch Morlich” (K517)

Korwety
- typ Flower – 111 sztuk
  - HMCS „Aggasiz” (K129)
  - HMCS „Alberni” (K103)
  - HMCS „Algoma” (K127)(inne języki)
  - HMCS „Amherst” (K148)
  - HMCS „Arrowhead” (K145)
  - HMCS „Arvida” (K113)
  - HMCS „Asbestos” (K358)
  - HMCS „Atholl” (K15)
  - HMCS „Baddeck” (K147)(inne języki)
  - HMCS „Barrie” (K138)
  - HMCS „Battleford” (K165)
  - HMCS „Beauharnois” (K540)
  - HMCS „Belleville” (K332)
  - HMCS „Bittersweet” (K182)
  - HMCS „Brandon” (K149)
  - HMCS „Brantford” (K218)
  - HMCS „Buctouche” (K179)
  - HMCS „Calgary” (K231)
  - HMCS „Camrose” (K154)
  - HMCS „Chambly” (K116)
  - HMCS „Charlottetown” (K244)
  - HMCS „Chicoutimi” (K156)
  - HMCS „Chilliwack” (K131)
  - HMCS „Cobalt” (K124)
  - HMCS „Cobourg” (K333)
  - HMCS „Collingwood” (K180)
  - HMCS „Dauphin” (K157)
  - HMCS „Dawson” (K104)
  - HMCS „Drumheller” (K167)
  - HMCS „Dundas” (K229)
  - HMCS „Dunvegan” (K177)
  - HMCS „Edmundston” (K106)
  - HMCS „Eyebright” (K150)
  - HMCS „Fennel” (K194)(inne języki)
  - HMCS „Fergus” (K686)
  - HMCS „Forest Hill” (K486)
  - HMCS „Fredericton” (K245)
  - HMCS „Frontenac” (K335)
  - HMCS „Galt” (K163)
  - HMCS „Giffard” (K402)
  - HMCS „Guelph” (K687)
  - HMCS „Halifax” (K237)
  - HMCS „Hawkesbury” (K415)
  - HMCS „Hepatica” (K159)
  - HMCS „Kamloops” (K176)
  - HMCS „Kamsack” (K171)
  - HMCS „Kenogami” (K125)
  - HMCS „Kitchener” (K225)
  - HMCS „La Malbaie” (K273)
  - HMCS „Lachute” (K440)
  - HMCS „Lethbridge” (K160)
  - HMCS „Levis” (K115)
  - HMCS „Lindsay” (K338)
  - HMCS „Long Branch” (K487)
  - HMCS „Louisbourg” (K143)
  - HMCS „Louisbourg” (K401)
  - HMCS „Lunenburg” (K151)
  - HMCS „Matapedia” (K112)
  - HMCS „Mayflower” (K191)
  - HMCS „Merrittonia” (K688)
  - HMCS „Midland” (K220)
  - HMCS „Mimico” (K485)
  - HMCS „Moncton” (K139)
  - HMCS „Moose Jaw” (K164)
  - HMCS „Morden” (K170)
  - HMCS „Nanaimo” (K101)
  - HMCS „Napanee” (K118)
  - HMCS „New Westminster” (K228)
  - HMCS „Norsyd” (K520)
  - HMCS „North Bay” (K339)
  - HMCS „Oakville” (K178)
  - HMCS „Orillia” (K119)
  - HMCS „Owen Sound” (K340)
  - HMCS „Parry Sound” (K341)
  - HMCS „Peterborough” (K342)
  - HMCS „Pictou” (K146)
  - HMCS „Port Arthur” (K233)
  - HMCS „Prescott” (K161)
  - HMCS „Quesnel” (K133)
  - HMCS „Regina” (K234)
  - HMCS „Rimouski” (K121)
  - HMCS „Rivière du Loup” (K357)
  - HMCS „Rosthern” (K169)
  - HMCS „St. Lambert” (K343)
  - HMCS „Sackville” (K181)
  - HMCS „Saskatoon” (K158)
  - HMCS „Shawinigan” (K136)
  - HMCS „Shediac” (K110)
  - HMCS „Sherbrooke” (K152)
  - HMCS „Smiths Falls” (K345)
  - HMCS „Snowberry” (K166)
  - HMCS „Sorel” (K153)
  - HMCS „Spikenard” (K198)
  - HMCS „Stellarton” (K457)
  - HMCS „Strathroy” (K455)
  - HMCS „Sudbury” (K162)
  - HMCS „Summerside” (K141)
  - HMCS „The Pas” (K168)
  - HMCS „Thorlock” (K394)
  - HMCS „Timmins” (K223)
  - HMCS „Trail” (K174)
  - HMCS „Trentonian” (K368)
  - HMCS „Trillium” (K172)
  - HMCS „Vancouver” (K240)
  - HMCS „Ville de Québec” (K242)
  - HMCS „Wetaskiwin” (K175)
  - HMCS „Weyburn” (K173)
  - HMCS „West York” (K369)
  - HMCS „Whitby” (K346)
  - HMCS „Windflower” (K155)
  - HMCS „Woodstock” (K238)
- typ Castle – 12 sztuk
  - HMCS „Arnprior” (K494)
  - HMCS „Bowmanville” (K493)
  - HMCS „Copper Cliff” (K495)
  - HMCS „Hespeler” (K489)
  - HMCS „Humberstone” (K497)
  - HMCS „Huntsville” (K499)
  - HMCS „Kincardine” (K490)
  - HMCS „Leaside” (K492)
  - HMCS „Orangeville” (K491)
  - HMCS „Petrolia” (K498)
  - HMCS „St. Thomas” (K488)
  - HMCS „Tillsonburg” (K496)

Okręty podwodne
- typ IX
  - HMCS U-190
  - HMCS U-889

Trałowce
- typ Algerine
  - 12 sztuk
- typ Bangor
  - 54 sztuki
- typ Fundy
  - 4 sztuki
- typ Lake
  - 15 sztuk
- typ Llewellyn
  - 10 sztuk

Uzbrojone trawlery
- typ Isles (8 sztuk)

Krążowniki pomocnicze
- typ Prince
  - HMCS „Prince David” (F89)
  - HMCS „Prince Henry” (F70)
  - HMCS „Prince Robert” (F56)

Szkuner szkolny
- HMCS „Venture”

Uzbrojone jachty
- 16 sztuk

Okręty pomocnicze
- 36 sztuk

Jednostki rezerwy rybackiej
- 53 sztuki

Łodzie torpedowe
- 4 sztuki

### Przyjęte w latach 1950–1989
Lekkie lotniskowce
- typ Majestic
  - HMCS „Bonaventure” (CVL 22)

Niszczyciele eskortowe
- typ St. Laurent – 7 sztuk
  - HMCS „Assiniboine” (DDH 234)
  - HMCS „Fraser” (DDH 233)
  - HMCS „Margaree” (DDH 230)
  - HMCS „Ottawa” (DDH 229)
  - HMCS „St. Laurent” (DDH 205)
  - HMCS „Skeena” (DDH 207)
  - HMCS „Saguenay” (DDH 206)
- typ Restigouche – 7 sztuk
  - HMCS „Chaudière” (DDE 235)
  - HMCS „Columbia” (DDE 260)
  - HMCS „Gatineau” (DDE 236)
  - HMCS „Kootenay” (DDE 258)
  - HMCS „Restigouche” (DDE 257)
  - HMCS „St. Croix” (DDE 256)
  - HMCS „Terra Nova” (DDE 259)
- typ Mackenzie – 4 sztuki
  - HMCS „Mackenzie” (DDE 261)
  - HMCS „Qu’Appelle” (DDE 264)
  - HMCS „Saskatchewan” (DDE 262)
  - HMCS „Yukon” (DDE 263)
- typ Annapolis
  - HMCS „Annapolis” (DDH 265)
  - HMCS „Nipigon” (DDH 266)

Niszczyciele rakietowe
- typ Iroquois
  - HMCS „Iroquois” (DDH 280)
  - HMCS „Huron” (DDH 281)
  - HMCS „Athabaskan” (DDH 282)
  - HMCS „Alqonquin” (DDH 283)

Okręty podwodne
- typ Balao
  - HMCS „Grilse” (SS 71)
- typ Tench
  - HMCS „Rainbow” (SS 75)
- typ Oberon
  - HMCS „Ojibwa” (S72)
  - HMCS „Okanagan” (S74)
  - HMCS „Onondaga” (S73)

Trałowce
- typ YMS-1
  - HMCS „Cordova” (MCB 158)
- typ Bay – 20 sztuk
  - HMCS „Chaleur” (MCB 144)
  - HMCS „Chaleur” (MCB 164)
  - HMCS „Chignecto” (MCB 156)
  - HMCS „Chignecto” (MCB 160))
  - HMCS „Comox” (MCB 146)
  - HMCS „Cowichan” (MCB 147)
  - HMCS „Cowichan” (MCB 162)
  - HMCS „Fortune” (MCB 151)
  - HMCS „Fundy” (MCB 145)
  - HMCS „Fundy” (MCB 159)
  - HMCS „Gaspé” (MCB 143)
  - HMCS „James Bay” (MCB 152)
  - HMCS „Miramichi” (MCB 150)
  - HMCS „Miramichi” (MCB 163)
  - HMCS „Quinte” (MCB 149)
  - HMCS „Resolute” (MCB 154)
  - HMCS „Thunder” (MCB 153)
  - HMCS „Thunder” (MCB 161)
  - HMCS „Trinity” (MCB 157)
  - HMCS „Ungava” (MCB 148)
- HMCS „Anticosti” (MSA 110)
- HMCS „Moresby” (MSA 112)

Okręty patrolowe
- typ Bird
  - HMCS „Blue Heron” (PCS 782)
  - HMCS „Cormorant” (PCS 781)
  - HMCS „Loon” (PCS 780)
  - HMCS „Mallard” (PCS 783)

Okręty zaopatrzeniowe
- typ Provider
  - HMCS „Provider” (AOR 508)
- typ Protecteur
  - HMCS „Protecteur” (AOR 509)
  - HMCS „Preserver” (AOR 510)

Okręty logistyczne
- typ Cape
  - HMCS „Cape Breton” (ARE 100)
  - HMCS „Cape Scott” (ARE 101)

Stawiacze sieci
- typ Porte
  - HMCS „Porte Dauphine” (YMG 186)
  - HMCS „Porte de la Reine” (YMG 184)
  - HMCS „Porte Quebec” (YMG 185)
  - HMCS „Porte St. Jean” (YMG 180)
  - HMCS „Porte St. Louis” (YMG 183)

Lodołamacze
- HMCS „Labrador” (AW 50)

Wodoloty
- HMCS „Bras d’Or” (R-103)/HMCS „Baddeck” (R-103)
- HMCS „Bras d’Or” (FHE 400)

Statki badawcze
- HMCS „Cedarwood” (AGSC 539)

Okręty bazy nurków
- HMCS „Cormorant” (ASL 20)
- CFAV „Raccoon” (YDT 10)

Statki szkolne
- typ YAG 300
  - CFAV „Grizzly” (YAG 306)
  - CFAV „Wolf” (YAG 308)
  - CFAV „Otter” (YAG 312)
  - CFAV „Caribou” (YAG 314)
  - CFAV „Badger” (YAG 319)
  - CFAV „Lynx” (YAG 320)